# Banja Luka (regio)
Banja Luka (Servisch: Бањалучка регија/Banjalučka regija) is een van de zeven regio's van de Servische Republiek in Bosnië en Herzegovina, vernoemd naar het bestuurscentrum Banja Luka. De regio ligt in het noordwesten van het land.
Volgens de volkstelling van 2005 wonen er 709.000 mensen, voornamelijk Serviërs.